# Kanithahalli, Chik Ballapur
Kanithahalli là một làng thuộc tehsil Chik Ballapur, huyện Kolar, bang Karnataka, Ấn Độ.